# Walter Brueggemann
Walter Brueggemann (Tilden (Nebraska), 11 maart 1933 – Traverse City (Michigan), 5 juni 2025) was een Amerikaanse protestantse theoloog en oudtestamenticus.

## Levensloop
Walter Brueggemann is de zoon van een predikant van de Evangelical Synod of North America. Hij werd als voorganger gewijd in de United Church of Christ. Brueggemann kreeg een A.B. van het Elmhurst College (1955), een B.D. van het Eden Theological Seminary (1958), een Th.D. van het Union Theological Seminary, New York (1961) en zijn Ph.D. van de Saint Louis University (1974). Brueggeman was hoogleraar Oude Testament (1961-1986) en Dean (1968-1982) aan het Eden Theological Seminary. Begin in 1986 werd hij hoogleraar Oude Testament aan het Columbia Theological Seminary, waar hij begin jaren 2000 met pensioen ging.
Brueggeman wordt beschouwd als een van de meest gezaghebbende reformatorische kenners van het Oude Testament van zijn generatie en een vooraanstaand criticus van de zogenaamde Israëltheologie (Landtheologie) die bij Christelijk Rechts in Amerika veel aanhang kent.
Brueggemann is een beoefenaar van de retorische kritiek. Hij schreef meer dan 58 boeken, honderden artikelen en diverse commentaren op boeken van de Bijbel, alsmede auteur van dvd’s en televisieseries. zoals de PBS televisieserie over Genesis (A Living Conversation Main Street Books, 1997 ISBN 0-385-49043-7).
Brueggemann overleed op 5 juni 2025 op 92-jarige leeftijd.

## Literaire en sociologische methoden
Brueggemann is internationaal bekend door zijn kundige manier van het combineren van literaire en sociologische benaderingen bij het interpreteren van Bijbelse teksten. Hij wordt hierbij zowel geroemd als exegeet en als theoloog. Als exegeet heeft hij verschillende commentaren geschreven op o.m. de boeken Genesis, Exodus, Deuteronomium, 1 en 2 Samuel, Jesaja en Jeremia. Zijn meest opmerkelijke werk was zijn commentaar op de Psalmen. Als theoloog was hij o.m. werkzaam als redacteur voor de Fortress Press-serie Overtures to Biblical Theology.
Daarnaast ontwikkelde Brueggemann theologische methoden voor de bestudering van het Oude Testament, waarin hij zowel gebruik maakte van literaire methoden, de bestudering van de sociale functies van een tekst en de dialectische benadering. Brueggemanns commentaren worden geschraagd door een groot aantal monografieën en artikelen over specifieke delen van de Hebreeuwse Bijbel. Titels als David’s Truth in Israel’s Imagination and Memory (1985), Power, Providence and Personality (1990), 1 Kings and 2 Kings (1982), The Prophetic Imagination (1978),en Hopeful Imagination (1986) weerspiegelen zijn interesse in de boeken van de profeten.

## Criticus van de Israëltheologie
Oorspronkelijk was Brueggeman een groot voorstander van de staat Israël en zijn Bijbelse claims op het Land. Hij kwam daar radicaal op terug. Hij verwerpt vandaag, wat hij nu ziet als de exploitatie van "oude beloften", waarmee een "giftige ideologie" is gecreëerd. Brueggemann ziet het Land van de Bijbel nog steeds als "een centraal, zo niet het centrale thema van het Bijbelse geloof". Hij ziet het Bijbelse geloof als "een ijveren voor een historisch thuis horen, dat een betekenis van bestemming inhoudt, ontleend aan zulk een thuis horen".
Maar hij breidt dat uitdrukkelijk uit tot allen die vandaag zonder land en thuis door het leven moeten gaan, vluchtelingen en vreemdelingen, waar ook ter wereld. Hij stelt steeds met klem, dat het niet antisemitisch is om op te komen voor Palestijnen. Hij werd een belangrijke inspirator van de in Amerika werkzaame joodse bevrijdingstheologen Marc Ellis en Mark Braverman. Hij schreef het voorwoord voor Bravermans boek Fatal Embrace, een joodse kritiek op christelijke kritiekloosheid inzake Israël.

## Eredoctoraten en ander eerbetoon
- LL.D., DePauw University, 1984
- D.D., Virginia Theological Seminary, 1988
- D.H.Litt., Doane College, 1990
- D.D., Jesuit School of Theology, 1993
- D.Litt., Colgate University, 1997
- D.H.Litt., Elmhurst College, 1997

Er is ook een feestbundel voor hem verschenen: God in the Fray: A Tribute to Walter Brueggemann (eds. Tod Linafelt and Timothy K. Beal, Minneapolis: Fortress Press.

## Publicaties
- Confronting the Bible: A Resource and Discussion Book for Youth. United Church Press, 1968.
- The Renewing Word. Edited by Elmer JF Arndt. United Church Press, 1968.
- Tradition for Crisis: A Study in Hosea. John Knox Press, 1968.
- What Are Christians For? An Enquiry into Obedience and Dissent. Pflaum-Standard, 1971.
- The Evangelical Catechism Revisited, 1847-1972. Eden Publishing House, 1972.
- In Man We Trust: The Neglected Side of Biblical Faith. John Knox Press, 1972. ISBN 0-8042-0199-4.
- Ethos and Ecumenism: The History of Eden Theological Seminary, 1925-1970. Eden Publishing House, 1975.
- The Vitality of Old Testament Traditions. John Knox Press, 1975.
- Living toward a Vision: Biblical Reflections on Shalom. United Church Press, 1976, 1982.
- The Bible Makes Sense. St Mary's College Press, 1977.
- The Land: Place as Gift, Promise, and Challenge in Biblical Faith. Fortress Press, 1977, 2002. ISBN 978-0800634629.
- The Prophetic Imagination. Minneapolis: Fortress Press, 1978.
- Belonging and Growing in the Christian Community. Edited by Elizabeth McWhorter. General Assembly Mission Board, Presbyterian Church in the United States, 1979.
- Confirming Our Faith, Chapters 4,5,7,8,9,18; edited by Larry E Kalp. United Church Press, 1980.
- The Creative Word: Canon as a Model for Biblical Education. Fortress Press, 1982.
- Genesis: Interpretation: A Bible Commentary for Teaching and Preaching. Atlanta: John Knox Press, 1982.
- I Kings (Knox Preaching Guides). Edited by John H Hayes. John Knox Press, 1982.
- II Kings (Knox Preaching Guides). Edited by John H Hayes. John Knox Press, 1982.
- Praying the Psalms. St Mary's College Press, 1982.
- The Vitality of Old Testament Traditions. John Knox Press, 1982.
- Advent/Christmas; Proclamation 3: Aids for Interpreting the Lessons of the Church Year, Series B. Edited by Elizabeth Achtemeier. Fortress Press, 1984.
- The Message of the Psalms: A Theological Commentary. Minneapolis: Augsburg, 1984.
- David's Truth: In Israel's Imagination and Memory. Fortress Press, 1985.
- Revelation and Violence: A Study in Contextualization; 1986 Pere Marquette Theology Lecture. Marquette University Press, 1986.
- To Act Justly, Love Tenderly, Walk Humbly. With Sharon Parks and Thomas H Groome. Paulist Press, 1986.
- Hopeful Imagination: Prophetic Voices in Exile. Philadelphia: Fortress Press, 1986.
- Hope Within History. Atlanta: John Knox Press, 1987.
- Israel's Praise: Doxology Against Idolatry and Ideology. Fortress Press, 1988.
- To Pluck Up, to Tear Down: A Commentary on the Book of Jeremiah 1–25: International Theological Commentary on the Old Testament. Eerdmans Publishing Company, 1988.
- Finally Comes the Poet: Daring Speech for Proclamation. Augsburg Fortress Publishers, 1989.
- Easter; Proclamation 4 (Series A). Fortress Press, 1989.
- First and Second Samuel: Interpretation: A Bible Commentary for Teaching and Preaching. Atlanta: John Knox Press, 1990.
- Power, Providence & Personality; Biblical Insight into Life and Ministry. Westminster/John Knox, 1990.
- To Build, to Plant: A Commentary on Jeremiah 26–52: International Theological Commentary on the Old Testament. Continuum International Publishing Group, 1991.
- Interpretation and Obedience: From Faithful Reading to Faithful Living. Minneapolis: Fortress Press, 1991.
- Abiding Astonishment: Psalms, Modernity, and the Making of History. Louisville: John Knox Press, 1991.
- Old Testament Theology: Essays on Structure, Theme, and Text. Edited by Patrick D Miller. Fortress Press, 1992.
- Texts under Negotiation: The Bible and Postmodern Imagination. Minneapolis: Fortress Press, 1993.
- With George R Beasley-Murray, Jeremiah: Faithfulness in the Midst of Fickleness. The Newell Lectureships II edited by Timothy Dwyer. Warner Press, Inc, 1993.
- Using God's Resources Wisely: Isaiah and Urban Possibility. Westminster/John Knox, 1993.
- Biblical Perspectives on Evangelism: Living in a Three-Storied Universe. Abingdon Press, 1993.
- With Charles B Cousar et al, Texts for Preaching: A Lectionary Commentary Based on the NRSV-Year B. Westminster/John Knox, 1993.
- A Social Reading of the Old Testament: Prophetic Approaches to Israel's Communal Life. Edited by Patrick D Miller. Fortress Press, 1994.
- "The Book of Exodus". In The New Interpreter's Bible. Vol. 1. Nashville: Abingdon Press, 1994.
- With Charles B Cousar et al, Texts for Preaching: A Lectionary Commentary Based on the NRSV-Year A. Westminster/John Knox, 1995.
- The Psalms and the Life of Faith. Edited by Patrick D Miller. Fortress Press, 1995.
- The Threat of Life: Sermons on Pain, Power, and Weakness. Edited by Charles L Campbell. Fortress Press, 1996.
- Cadences of Home: Preaching among Exiles. Westminster/John Knox Press, 1997.
- To Act Justly, Love Tenderly, Walk Humbly. (with Sharon Parks and Thomas H Groome). WIPF & Stock, 1997.
- A Commentary on Jeremiah: Exile and Homecoming. Grand Rapids, Mich.: Wm. B. Eerdmans Publishing Company, 1998.
- Isaiah 1–39. Louisville, Kentucky: Westminster John Knox Press, 1998.
- Isaiah 40–66. Louisville, Kentucky: Westminster John Knox Press, 1998.
- 1 & 2 Kings: Smyth & Helwys Bible Commentary. Smyth & Helwys Publishing, 2000.
- Deuteronomy: Abingdon Old Testament Commentaries. Abingdon Press, 2001.
- Prophetic Imagination. 2d ed. Fortress Press, 2001.
- David's Truth: In Israel's Imagination and Memory. 2d ed. Minneapolis: Fortress Press, 2002.
- The Land: Place as Gift, Promise, and Challenge in Biblical Faith. 2d ed. Overtures to Biblical Theology. Fortress Press, 2002.
- Reverberations of Faith: A Theological Handbook of Old Testament Themes. Westminster John Knox Press, 2002.
- An Introduction to the Old Testament: The Canon and Christian Imagination. Westminster John Knox Press, 2003.
- Awed to Heaven, Rooted in Earth: Prayers of Walter Brueggemann. Fortress Press, 2003.
- The Book That Breathes New Life: Scriptural Authority and Biblical Theology. 2005.
- Theology of the Old Testament. Fortress Press, 2005.
- The Theology of the Book of Jeremiah. Cambridge Univ. Press, 2006.
- Praying the Psalms. 2d ed. Cascade Books, 2007. ISBN 978-1-55635-283-6.
- Old Testament Theology: An Introduction. Abingdon Press, 2008.
- Prayers for a Privileged People. Abingdon Press, 2008. ISBN 0687650194.
- An Unsettling God. Fortress Press, 2009. ISBN 978-0-8006-6363-6.
- Fatal Embrace: Christians, Jews, and the Search for Peace in the Holy Land. Synergy Books, 2010. ISBN 978-0984076079. Foreword to the book by Mark Braverman.
- The Collected Sermons of Walter Brueggemann. 2011.
- Chosen? Reading the Bible Amid the Israeli-Palestinian Conflict. Westminster/John Knox Press,U.S., 2015 ISBN 978-0-6642-6154-2